# Verne Booth
Verne Hobson Booth (* 27. Oktober 1898 in Sawyer, North Dakota; † 27. September 1979 in Hendersonville, North Carolina) war ein US-amerikanischer Langstreckenläufer.
1923 wurde er für die Johns Hopkins University startend NCAA-Meister über zwei Meilen.
1924 qualifizierte er sich über 10.000 m mit seiner persönlichen Bestzeit von 32:14,6 min für die Olympischen Spiele in Paris, erreichte dort aber im Finale nicht das Ziel. Auch im Crosslauf gab er auf, wurde aber wie der Rest des US-Teams mit einer Silbermedaille ausgezeichnet.